# Казе Фрасон (Тревизо)
Казе Фрасон је насеље у Италији у округу Тревизо, региону Венето.
Према процени из 2011. у насељу је живело 61 становника. Насеље се налази на надморској висини од 53 м.